# Cantó de Lausès
El cantó de Lausès és un cantó francès del departament de l'Òlt, situat al districte de Caors. Té 12 municipis i el cap és Lausès.

## Municipis
- Blars
- Crabairet
- Cras
- Lausès
- Lentilhac del Causse
- Nadilhac
- Orniac
- Sabadèl
- Sent Sarnin
- Sent Martin de Vèrn
- Sauliac
- Senalhac de Lausès

## Història
| Data d'elecció                           | Identitat           | Partit | Qualitat |
| ---------------------------------------- | ------------------- | ------ | -------- |
| 1967-1973                                | Jean-Pierre Dannaud | UNR    |          |
| 1973-1992                                | Louis Baldy         | MRG    |          |
| 1992-                                    | Gérard Gary         | PS     |          |
| les dades anteriors no són pas conegudes |                     |        |          |
|                                          |                     |        |          |

## Demografia
| 1962  | 1968  | 1975  | 1982  | 1990  | 1999  | 2006  |
| ----- | ----- | ----- | ----- | ----- | ----- | ----- |
| 1.415 | 1.651 | 1.475 | 1.468 | 1.413 | 1.407 | 1.518 |